# 熊本県道292号引地本町線
熊本県道292号引地本町線（くまもとけんどう282ごう ひきじほんまちせん）は、熊本県天草市を通る一般県道である。

## 概要

### 路線データ
- 起点：熊本県天草市本町本（熊本県道24号本渡下田線交点）
- 終点：熊本県天草市本町本（熊本県道44号本渡苓北線交点）

## 地理

### 通過する自治体
- 天草市

### 交差する道路
| 交差する道路           | 交差する場所 | 交差する場所 |
| ---------------------- | ------------ | ------------ |
| 熊本県道24号本渡下田線 | 本町本       | 起点         |
| 熊本県道44号本渡苓北線 | 本町本       | 終点         |

### 沿線
- 田代川
- 天草市立本町小学校